# ハファエル・カバウカンチ
ハファエル・カバウカンチ（Rafael Cavalcante、1981年1月11日 - ）は、ブラジルの男性総合格闘家。サンパウロ州イーリャ・ソルテイラ出身。チーム・ノゲイラ/X-GYM所属。元Strikeforce世界ライトヘビー級王者。ハファエル・フェイジャオンとも表記される。
アントニオ・ホドリゴ・ノゲイラ、アントニオ・ホジェリオ・ノゲイラ、アンデウソン・シウバらとトレーニングを行なっている。柔術がベースであり黒帯を取得しているものの、打撃技を中心に試合を組み立てている。
愛称である「フェイジャオン」はポルトガル語で「豆」を意味する。

## 来歴
10歳の時にサンパウロのマルコ・バルボーザの下でブラジリアン柔術を始めた。大学在学中にアントニオ・ホドリゴ・ノゲイラに誘われ、リオデジャネイロでトレーニングを行なうようになった。
2006年2月10日、ブラジルでプロ総合格闘技デビュー。
2007年2月23日、初参戦となったIFLでデヴィン・コールと対戦し、TKO勝ちを収めた。
2007年6月16日、IFLでマーシオ・"ペジパーノ"・クルーズと対戦し、反則となるキックを繰り出し失格負けとなった。
2008年2月16日、初参戦となったEliteXCでジョン・ドイルと対戦し、KO勝ち。EliteXCでは3連続KO勝ちを記録した。

### Strikeforce
2009年6月6日、Strikeforce初参戦となったStrikeforce: Lawler vs. Shieldsでマイク・カイルと対戦し、TKO負けを喫した。当初はジャレッド・ハマンと対戦予定であったが、対戦相手が変更となった。11月20日、Strikeforce Challengers 5でアーロン・ロサと対戦し、右膝蹴りでダウンを奪ったところにパウンドで追撃しTKO勝ちを収めた。
2010年5月15日、Strikeforce: Heavy Artilleryでアントウェイン・ブリットと対戦し、スタンドパンチ連打によるKO勝ちを収めた。
2010年8月21日、Strikeforce: HoustonでStrikeforce世界ライトヘビー級王者キング・モーに挑戦し、肘打ち連打でTKO勝ちを収め王座獲得に成功した。
2011年3月5日、Strikeforce: Feijao vs. Hendersonで行なわれたStrikeforce世界ライトヘビー級タイトルマッチでダン・ヘンダーソンの挑戦を受け、右ストレートでダウンを奪われたところにパウンドで追撃されTKO負けとなり王座から陥落した。
2011年9月10日、Strikeforce: Barnett vs. Kharitonovでヨエル・ロメロと対戦し、パウンドでKO勝ち。
2012年5月19日、Strikeforce: Barnett vs. Cormierでマイク・カイルと再戦し、開始33秒でギロチンチョークで一本勝ちを収めるも、試合後の薬物検査でスタノゾロールの陽性反応が検出されたため、カリフォルニア州アスレチック・コミッションから1年間の出場停止処分を受け、試合結果もノーコンテストに変更された。

### UFC
2013年6月8日、UFC初参戦となったUFC on Fuel TV 10でチアゴ・シウバと対戦し、KO負け。ファイト・オブ・ザ・ナイトを受賞した。
2014年6月14日、UFC 174ではライトヘビー級ランキング9位のライアン・ベイダーと対戦。双方に決定打を欠いたものの、ポジショニングで劣勢となり判定負け。
2015年8月1日、UFC 190でライトヘビー級14位のパトリック・カミンズと対戦し、TKO負け。
2016年2月6日、UFC Fight Night: Hendricks vs. Thompsonでライトヘビー級ランキング6位のオヴィンス・サンプルーと対戦し、判定負け。3連敗となりUFCからリリースされた。

## 戦績
| 総合格闘技 戦績 | 総合格闘技 戦績 | 総合格闘技 戦績 | 総合格闘技 戦績 | 総合格闘技 戦績 | 総合格闘技 戦績 | 総合格闘技 戦績 |
| --------------- | --------------- | --------------- | --------------- | --------------- | --------------- | --------------- |
| 21 試合         | (T)KO           | 一本            | 判定            | その他          | 引き分け        | 無効試合        |
| 13 勝           | 12              | 1               | 0               | 0               | 0               | 1               |
| 7 敗            | 4               | 0               | 2               | 1               | 0               | 1               |

| 勝敗 | 対戦相手                         | 試合結果                             | 大会名                                                                            | 開催年月日     |
| ○    | ダン・コネッケ                   | 1R 4:10 TKO（パンチ連打）            | World Fight Tour 7: Road to Bellator                                              | 2017年7月1日   |
| ×    | オヴィンス・サンプルー           | 5分3R終了 判定0-3                    | UFC Fight Night: Hendricks vs. Thompson                                           | 2016年2月6日   |
| ×    | パトリック・カミンズ             | 3R 0:45 TKO（グラウンドの肘打ち）    | UFC 190: Rousey vs. Correia                                                       | 2015年8月1日   |
| ×    | ライアン・ベイダー               | 5分3R終了 判定0-3                    | UFC 174: Johnson vs. Bagautinov                                                   | 2014年6月14日  |
| ○    | イゴール・ポクラヤッチ           | 1R 1:18 TKO（スタンドパンチ連打）    | UFC Fight Night: Belfort vs. Henderson                                            | 2013年11月9日  |
| ×    | チアゴ・シウバ                   | 1R 4:29 KO（スタンドパンチ連打）     | UFC on Fuel TV 10: Nogueira vs. Werdum                                            | 2013年6月8日   |
| －   | マイク・カイル                   | ノーコンテスト（薬物検査失格）       | Strikeforce: Barnett vs. Cormier                                                  | 2012年5月19日  |
| ○    | ヨエル・ロメロ                   | 2R 4:51 KO（膝蹴り→パウンド）        | Strikeforce: Barnett vs. Kharitonov                                               | 2011年9月10日  |
| ×    | ダン・ヘンダーソン               | 3R 0:50 TKO（右ストレート→パウンド） | Strikeforce: Feijao vs. Henderson 【Strikeforce世界ライトヘビー級タイトルマッチ】 | 2011年3月5日   |
| ○    | キング・モー                     | 3R 1:14 TKO（肘打ち連打）            | Strikeforce: Houston 【Strikeforce世界ライトヘビー級タイトルマッチ】              | 2010年8月21日  |
| ○    | アントウェイン・ブリット         | 1R 3:45 KO（スタンドパンチ連打）     | Strikeforce: Heavy Artillery                                                      | 2010年5月15日  |
| ○    | アーロン・ロサ                   | 2R 3:25 TKO（右膝蹴り→パウンド）     | Strikeforce Challengers 5                                                         | 2009年11月20日 |
| ×    | マイク・カイル                   | 2R 4:05 TKO（パンチ連打）            | Strikeforce: Lawler vs. Shields                                                   | 2009年6月6日   |
| ○    | トラビス・ガルブレイス           | 1R 3:01 TKO（膝蹴り連打）            | EliteXC: Unfinished Business                                                      | 2008年7月26日  |
| ○    | ウェイン・コール                 | 1R 1:47 TKO（膝蹴り＆パンチ連打）    | EliteXC: Return of the King                                                       | 2008年6月14日  |
| ○    | ジョン・ドイル                   | 1R 2:17 KO（ボディへの膝蹴り）       | EliteXC: Street Certified                                                         | 2008年2月16日  |
| ×    | マーシオ・"ペジパーノ"・クルーズ | 3R 3:42 失格                         | IFL: Las Vegas                                                                    | 2007年6月16日  |
| ○    | デヴィン・コール                 | 2R 0:26 TKO（パンチ連打）            | IFL: Atlanta                                                                      | 2007年2月23日  |
| ○    | フーベンス・マキュラ             | 1R 2:30 ギブアップ（パンチ連打）     | Minotauro Fights 5                                                                | 2006年12月9日  |
| ○    | ミオドラグ・ペトコヴィチ         | 2R 1:37 TKO（膝蹴り＆パンチ連打）    | WFC: Europe vs. Brazil                                                            | 2006年5月20日  |
| ○    | エドゥアルド・マイオリノ         | 1R 4:13 TKO（パンチ連打）            | Pantanal Combat                                                                   | 2006年2月10日  |

## 獲得タイトル
- 第5代Strikeforce世界ライトヘビー級王座（2010年）

## 表彰
- ブラジリアン柔術 黒帯
- UFC ファイト・オブ・ザ・ナイト（1回）